# Zawodowcy (film 2008)
Zawodowcy (ang. Righteous Kill) – amerykański thriller z 2008 roku w reżyserii Jona Avneta.

## Fabuła
Turk i Rooster pracują w policji od 30 lat. Przed odejściem na emeryturę dostają ostatnią sprawę – zabójstwo sutenera. Morderstwo jest powiązane ze sprawą sprzed kilku lat. Znów pojawił się morderca, który zabija osoby podejrzane o popełnienie przestępstwa i wymykające się wymiarowi sprawiedliwości. Zaczynają się kolejne mordy. Turk i Rooster zaczynają podejrzewać, że zabójcą jest policjant.

## Obsada
- Robert De Niro – Turk
- Al Pacino – Rooster
- 50 Cent – Spider
- Carla Gugino – Karen Corelli
- John Leguizamo – detektyw Simon Perez
- Donnie Wahlberg – detektyw Ted Riley
- Brian Dennehy – porucznik Hingis
- Melissa Leo – Cheryl Brooks
- Trilby Glover – Jessica
- Saidah Arrika Ekulona – Gwen Darvi

i inni